# Peralta de la Sal
Peralta de la Sal es una localidad española integrante del municipio de Peralta de Calasanz, en la Litera, provincia de Huesca (Aragón). Está situada bajo los barrancos de Calasanz y Gabasa, a la orilla del río Sosa, a 523 m de altitud. Con 142 de habitantes (INE 2022). El término confina por el Norte con el de Calasanz, por el Este con Gabasa, por el Sur con los de Cuatrocorz y San Esteban de Litera y por el Oeste con el de Azanuy, teniendo una extensión aproximada de 114,9 km².

## Escudo
Esta villa oscense usa como arma heráldicas un escudo cortado y semipartido: arriba lleva los bastones de gules, sobre un campo de oro, de Aragón, y abajo, en la parte izquierda sobre plata, una piedra de su color, y a la derecha también sobre plata un escudo de su color.

## Geografía

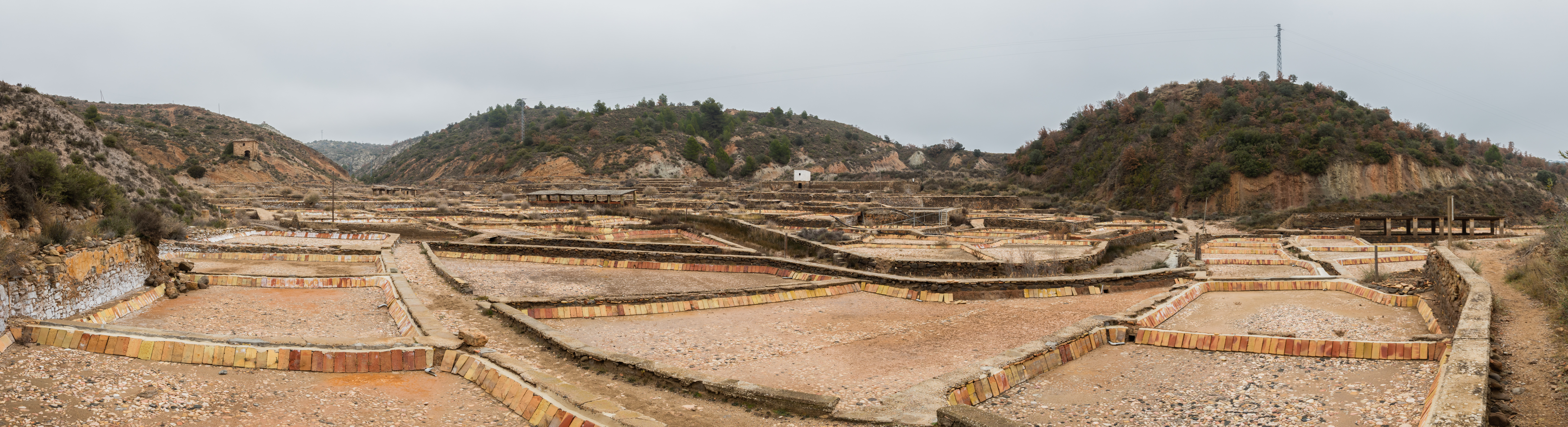
Salinas de Peralta de la Sal.

Está situada en la parte alta de la Litera, en las inmediaciones de la sierra de la Carrodilla, rodeada de paisajes de olivos y almendros, sierras de monte bajo, pinos y encinas a orillas del río Sosa (afluente del Cinca)

## Historia
El topónimo de Peralta de la Sal aparece en la documentación medieval como Petra Alta por su situación al pie de una gran roca. El territorio donde está enclavada Peralta era pretendido, entre otros poderes, por los catalanes, quienes llegaron a cercar a finales del siglo XI la vecina villa de Calasanz, tenencia aragonesa que ostentaba Fortún Dat. Los ataques de los catalanes partían desde el castillo de Momegastre, enclavado en el término de Peralta, pero estas tentativas fueron rechazadas por las tropas de Pedro I. Finalmente, Peralta fue entregada como honor a los condes de Urgel, quienes la detentaron hasta el siglo XIII, cuando el vizconde de Cabrera arrebató todo el condado a doña Aurembiax, último miembro de la casa de Urgel. Desde 1234 quedó vinculada a la familia de don Ramón de Peralta, en cuyo poder estuvo hasta el siglo XIX. Eclesiásticamente la villa dependió desde el siglo XII de los canónigos de Solsona.
Durante la guerra civil española en este municipio fueron asesinados todos los escolapios de la comunidad, al frente de los que estaba el Padre Dionisio Pamplona Polo.
Desde 1970 forma mancomunidad con Calasanz, Gabasa y Cuatrocorz, formando entre las 4 poblaciones el municipio de Peralta de Calasanz, existente solo a nivel administrativo.

## Demografía
| Gráfica de evolución demográfica de Peralta de la Sal entre 1842 y 1960 |
| |
| Población de derecho según los censos de población del INE Población de hecho según los censos de población del INEEntre el censo de 1970 y el anterior, este municipio desaparece porque se agrupa en el municipio Peralta de Calasanz |

## Monumentos

### Monumentos religiosos
- Templo parroquial dedicado a Nuestra Señora de la Asunción, en el mismo se conserva la pila bautismal de San José de Calasanz (1557-1648), fundador de las Escuelas Pías. Albergó un importante retablo de estilo gótico internacional realizado por Pedro García de Benavarre y Jaume Ferrer II entre 1450 y 1457.
- Casa cuna de San José de Calasanz en la que se puede visitar el Santuario y la capilla dedicada al Santo recientemente restaurada. En dicho lugar se puede ver una reproducción del cuadro "La última comunión de San José de Calasanz" (de Goya) realizada por el Padre Antonio Senante.[6]
- En la plaza de las Escuelas Pías se puede contemplar el monumento en bronce a San José de Calasanz. Hasta la guerra civil española (1936–1939) estuvo rodeado de una verja de hierro forjado. Actualmente rodea al monumento una verja más sencilla.
- En el término también se encuentra la ermita de la Mora.
- En las afueras del pueblo se encuentra "Lo Pilaret", monumento al olivo donde, según cuenta la leyenda, San José siendo niño quiso matar al diablo.

### Monumentos civiles
- Quedan restos del antiguo castillo, el Magnum Castrum ("Castillo grande") de los romanos y el Mamacasra árabe, concretamente la torre, recientemente restaurada por el Ayuntamiento, conocido como castillo de Montmagastre.
- Actualmente hay unas salinas en desuso pero que han sido declaradas BIC (Bien de Interés Cultural).

## Cultura
- Semana cultural durante la Semana Santa organizada por la "Asociación Cultural y recreativa Castell de la Mora".
- Desde el año 2004 el grupo orquestal montisonense Ensemble XXI desarrolla, en el mes de julio, su Curso Internacional de Música en la Casa cuna de San José de Calasanz, sobre la que actualmente se ha construido un albergue juvenil y una hospedería, entre otras.

## Deportes
- Torneos de Futbito durante las fiestas mayores y durante la Semana Cultural entre las distintas peñas de la población.

## Fiestas
- Primer fin de semana de enero, Feria de Reyes
- 5 de febrero, Festividad de Santa Águeda
- 25 de agosto, fiestas mayores en honor a San José de Calasanz
- 8 de septiembre, Romería en honor a la Virgen de la Mora

## Ocio
- Polideportivo municipal: Piscinas, campo de fútbol sala, pista de tenis y campo de baloncesto.
- Aparcamiento de autocaravanas municipal
- Rutas señalizadas hacia las poblaciones más cercanas.
- Internet Rural situado en el Local Social de la Tercera Edad (Peralta).
- Campeonatos de Guiñote y Butifarra durante las fiestas mayores.

## Personas destacadas
- Diego de Jesús María
- San José de Calasanz, fundador de las Escuelas Pías.